# Championnat d'Angleterre de rink hockey masculin
La Premier League est la plus importante compétition de Rink hockey en Angleterre. Elle existe depuis 1974. Durant les années 1980, Southsea a dominé le championnat, devenant champion d'Angleterre douze fois d'affilée. Après cette période viendra la période de Herne Bay United qui remportera seize titres de 1993 à 2010, participant régulièrement à la Ligue européenne et la Coupe CERS.

## Équipes participant à la saison 2015/2016
Les clubs qui participent à la saison 2015/2016 de la Premier League sont :
- Grimsby
- Middlesbrough
- Herne Bay United
- RHC Invicta
- Bury
- Kings Lynn
- Letchworth
- Project U20.
- Soham
- Halifax

## Palmarès
| Année' | Champion          | Année | Champion          | Année | Champion            |
| ------ | ----------------- | ----- | ----------------- | ----- | ------------------- |
| 1974   | Wolverhampton     | 1994  | Herne Bay United  | 2014  | Grimsby RHC         |
| 1975   | Wolverhampton     | 1995  | Herne Bay United  | 2015  | Middlesbrough RHC   |
| 1976   | Folkestone        | 1996  | Herne Bay United  | 2016  | King's Lynn RHC     |
| 1977   | -                 | 1997  | Herne Bay United  | 2017  | King's Lynn RHC     |
| 1978   | Wolverhampton     | 1998  | Herne Bay United  | 2018  | King's Lynn RHC     |
| 1979   | Middlesbrough RHC | 1999  | Letchworth        | 2019  | King's Lynn RHC     |
| 1980   | Middlesbrough RHC | 2000  | Herne Bay United  | 2020  | King's Lynn RHC     |
| 1981   | Southsea          | 2001  | Herne Bay United  | 2021  | Compétition annulée |
| 1982   | Southsea          | 2002  | Herne Bay United  | 2022  | King's Lynn RHC     |
| 1983   | Southsea          | 2003  | Herne Bay United  | 2023  | King's Lynn RHC     |
| 1984   | Southsea          | 2004  | Herne Bay United  |       |                     |
| 1985   | Southsea          | 2005  | Bury St. Edmunds  |       |                     |
| 1986   | Southsea          | 2006  | Herne Bay United  |       |                     |
| 1987   | Southsea          | 2007  | Herne Bay United  |       |                     |
| 1988   | Southsea          | 2008  | Herne Bay United  |       |                     |
| 1989   | Southsea          | 2009  | Herne Bay United  |       |                     |
| 1990   | Southsea          | 2010  | Herne Bay United  |       |                     |
| 1991   | Southsea          | 2011  | Middlesbrough RHC |       |                     |
| 1992   | Southsea          | 2012  | Grimsby RHC       |       |                     |
| 1993   | Herne Bay United  | 2013  | Middlesbrough RHC |       |                     |

## Palmarès par club
| Equipe            | Titres |
| ----------------- | ------ |
| Herne Bay United  | 16     |
| Southsea          | 12     |
| King's Lynn RHC   | 7      |
| Middlesbrough RHC | 5      |
| Wolverhampton     | 3      |
| Grimsby RHC       | 2      |
| Bury St Edmunds   | 1      |
| Folkestone        | 1      |
| TOTAL             | 47     |

### Sites anglais
- National Roller Hockey Association of England (NRHA)
- Eastern Counties Roller Hockey Association (ECRHA)
- Northern Counties Roller Hockey Association (NCRHA)
- Skate Magazine UK
- Roller Hockey Photos
- English Forum of Rink Hockey

### Sites des équipes anglaises
- RHC Invicta
- Bury St Edmunds Roller Hockey Club
- Colchester Roller Hockey Club
- Cottenham Roller Hockey Club
- East Grinstead Roller Hockey Club
- Ely Roller Hockey Club
- Herne Bay Roller Hockey Club
- Herne Bay United Roller Hockey and Skating Club
- Kings Lynn Roller Hockey Club
- Letchworth Roller Hockey Club
- Manchester Roller Hockey Club
- Middlesbrough Roller Hockey Club
- Peterborough Roller Hockey Club
- Plymouth Roller Hockey Club
- Sheffield Wildcats Roller Hockey Club

### International
- Liens du monde entier
- Mundook-World Roller Hockey
- Hardballhock-World Roller Hockey
- Inforoller World Roller Hockey
- World Roller Hockey Blog
- rink-hockey-news - World Roller Hockey